# Ron Lyle

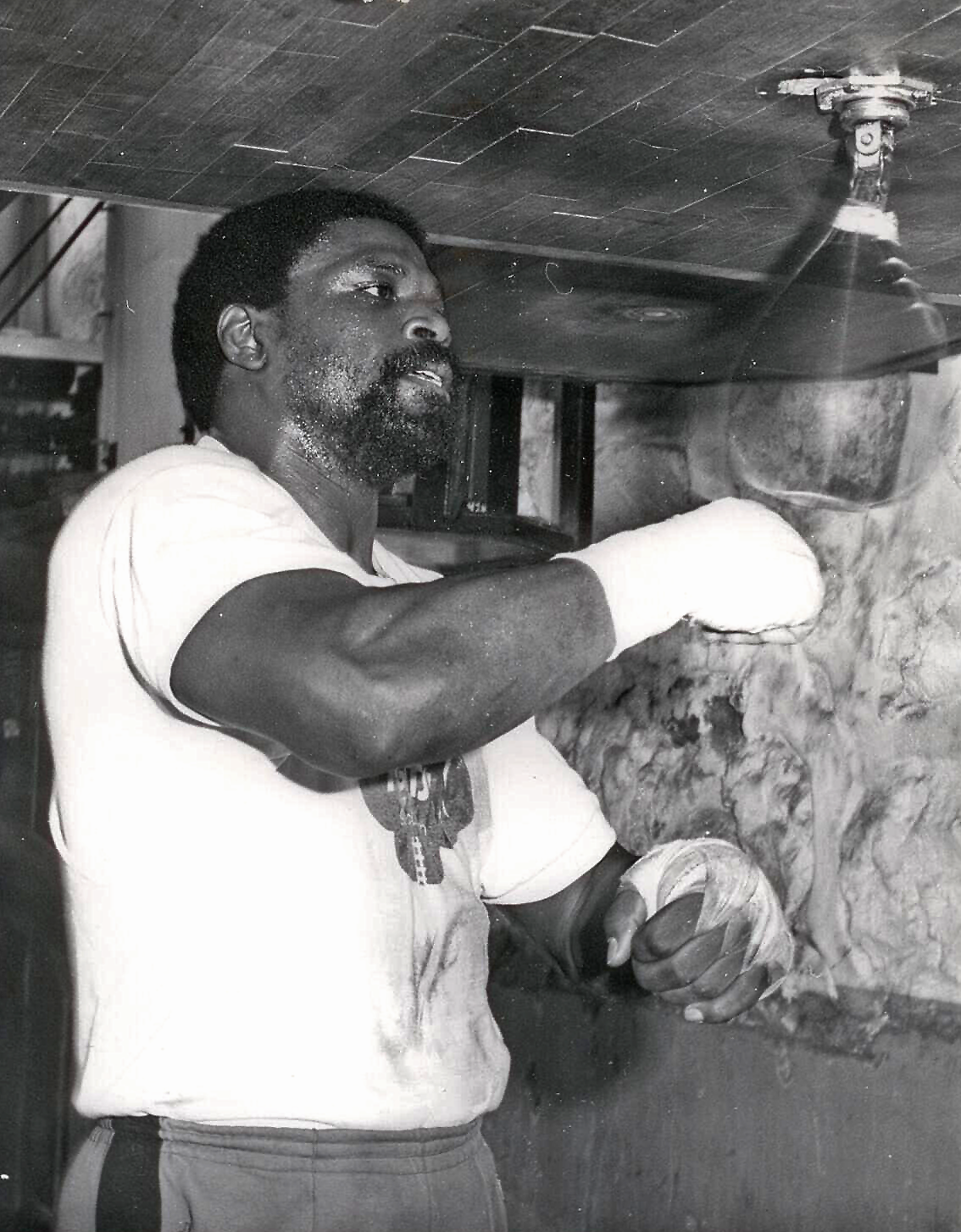
Ron Lyle

Ron Lyle (Dayton, 12 de fevereiro de 1941 - Denver, 25 de novembro de 2011) foi um pugilista estadunidense que competiu entre 1971 e 1980, e em 1995. Ele desafiou uma vez o título mundial dos pesos pesados, porém foi derrotado por Muhammad ALi em 1975. Lyle era conhecido por seu imenso poder de nocaute e estilo de luta agradável. É conhecida pela sua guerra contra George Foreman em 1976, que ganhou o prêmio de Luta do Ano pela revista The Ring.
Lyle vs. Foreman
Lyle é conhecido por sua luta em 1976 contra Foreman,  o qual voltava depois de sofrer sua primeira derrota para Ali.
A luta é considerada hoje como uma das mais emocionantes e brutais da história do boxe com nockdowns para ambos os lados. Foreman mais tarde confirma em entrevista que Lyle tem o soco mais forte que já sentiu , mesmo tendo enfrentado grandes power punchers nocauteadores Gerry Coney, Joe Frazier, Tommy Morrison, Bert Cooper, Ken Norton, Shannon Briggs, Alex Stewart, Pierr Coetzie e o contra golpeador de precisão Evander Holifield.
Com um cartel de 43 vitórias (31 por nocautes) e 7 derrotas (4 por nocautes e 3 por pontuação), Lyle ficou amplamente conhecido por duas lutas na década de 1970. Em ambas as lutas, houve a defesa do título mundial dos pesos pesados por seus oponentes, sendo estes: Muhammad Ali em 1975 e George Foreman, em 1976. Em ambos os combates, Ron Lyle saiu derrotado.